# William Prescott

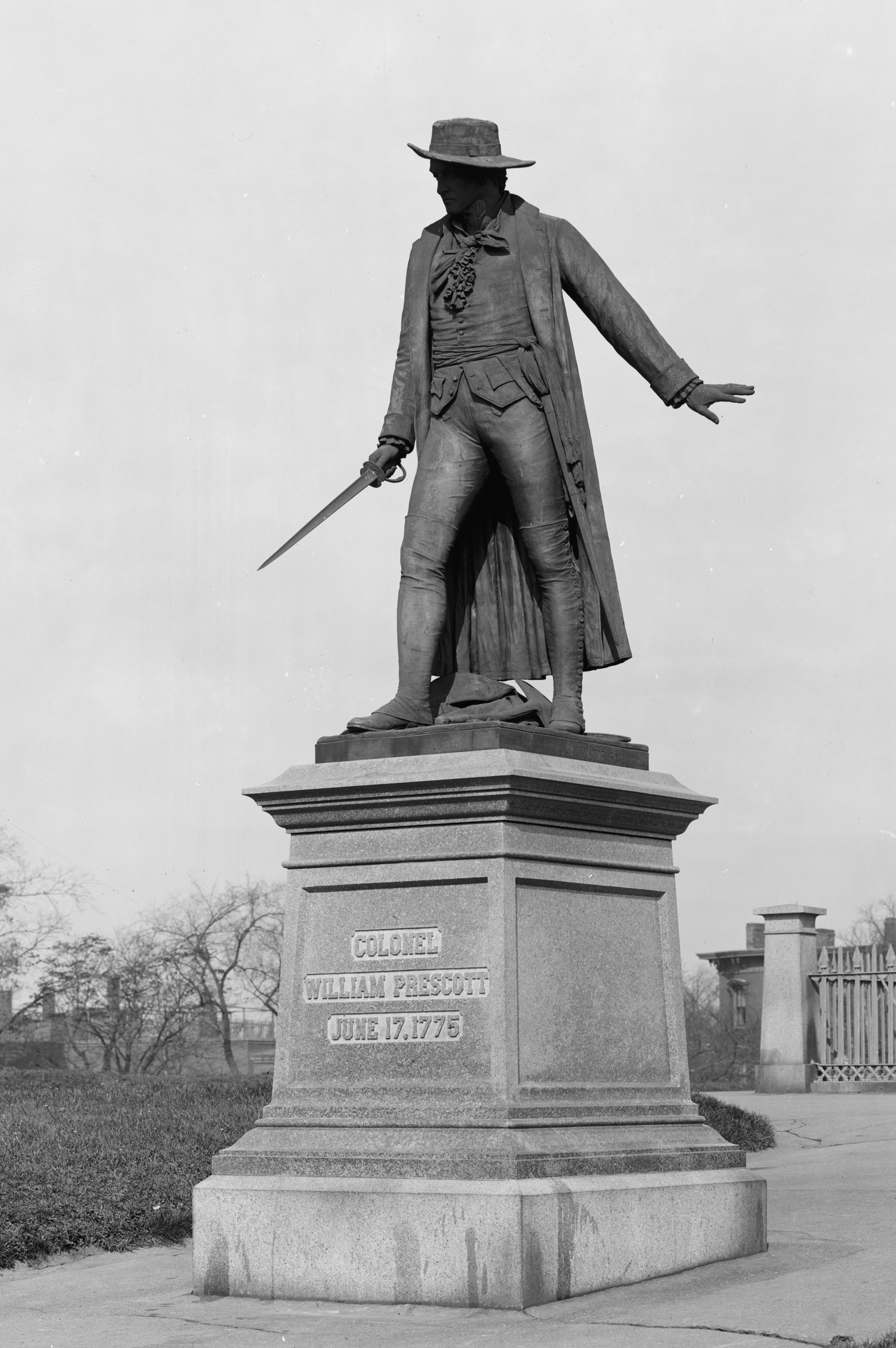
Statuia colonelului William Prescott din Charlestown, Massachusetts. Fotografie publicată între 1900 și 1906.

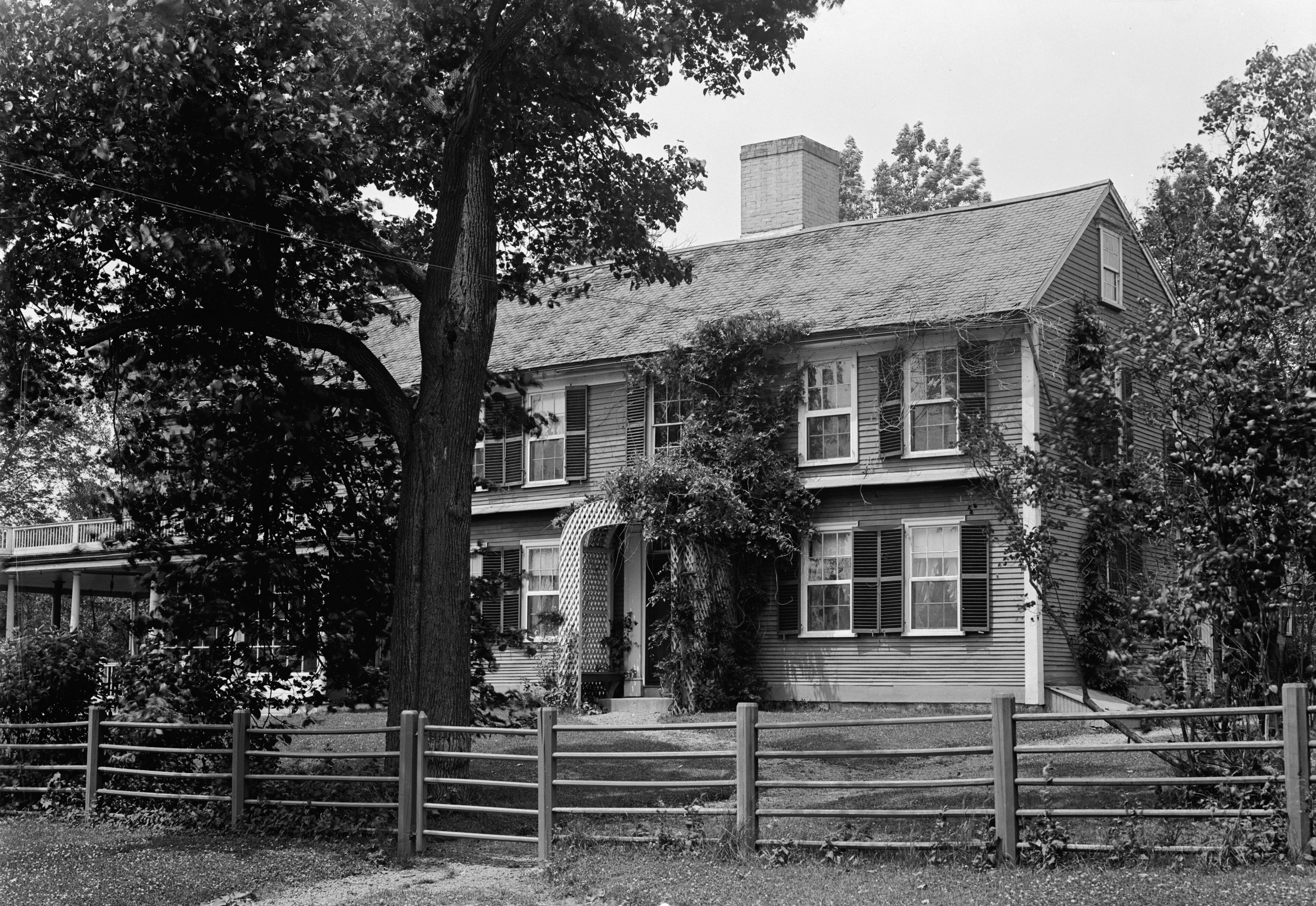
Casa colonelului William Prescott din Pepperell, Middlesex County, Massachusetts. Fotografie din 18 iunie 1941.

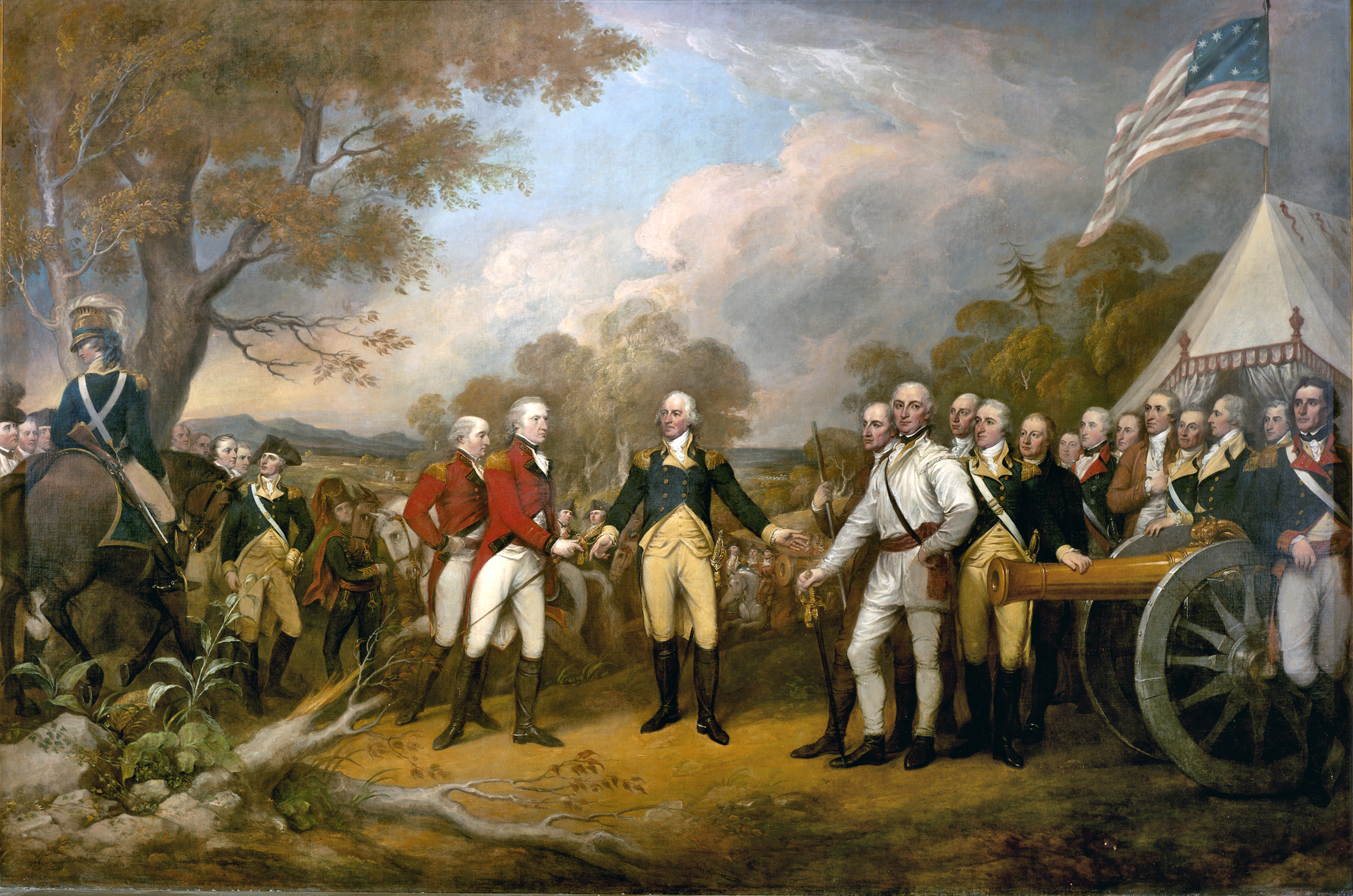
Predarea generalului Burgoyne
Prescott stă drept în centru, poartă haine de culoare cenuşie, chiar în spatele lui Captain Morgan, care este în alb, generalul Burgoyne în prim-plan, stânga, roşu cu alb

William Prescott (n. 20 februarie 1726; d. 13 octombrie, 1795) a fost un colonel american din timpul Războiului de independență al Statelor Unite ale Americii, care a comandat forțele rebele în Bătălia de la Bunker Hill. Prescott este unul din cei care a dat următorul ordin soldaților săi: Nu deschideți focul până când nu vedeți albul ochilor lor, acest ordin a fost dat pentru ca trupele rebele, care aveau rezerve limitate de muniție, să țintească letal și cu mai multă precizie .

## Biografie
William Prescott s-a născut în Groton, Massachusetts ca fiul lui Benjamin Prescott (1696-1738) și Abigail Oliver Prescott (1697-1765). El s-a căsătorit cu Abigail Hale (1733-1821) la 13 aprilie 1758 și au avut un fiu, pe nume William, născut în 1762. Prescott a deținut o casă în Pepperell, Massachusetts, pe Prescott Street.